# جيف كاستر
جيف كاستر (بالإنجليزية: Jeff Caster)‏ هو ممثل أمريكي، ولد في 11 أغسطس 1958 في كانساس سيتي في الولايات المتحدة.

## وصلات خارجية
- جيف كاستر على موقع IMDb (الإنجليزية)
- جيف كاستر على موقع قاعدة بيانات الفيلم (الإنجليزية)